# 迎风乡
迎风乡是中国陕西省安康市汉滨区下辖的一个乡。

## 行政区划
迎风乡下辖以下行政区：
红霞村、牛岭村、姚河村、巩固村、枫树村、上湾村、林香村、富强村、灯塔村